# Bartın (tỉnh)
Bartın là một tỉnh ở phía bắc Thổ Nhĩ Kỳ, bên bờ Biển Đen, bao quanh thành phố Bartın. Tỉnh này nằm về phía đông của Zonguldak.
Thị xã Bartın có một số nhà gỗ rất cổ. Tỉnh Bartın có một phổ cảng cổ xưa Amasra (Amastris).

## Các huyện
Bartın Được chia thành4 đơn vị cấp huyện (tỉnh lỵ được bôi đậm):
- Amasra
- Bartın
- Kurucaşile
- Ulus